# Goa'uld (ras)
De Goa'uld (spreek uit: go-a-OELD , of gewoon GOELD, of go-OELD) zijn een fictief parasitair buitenaards ras in het sciencefictionuniversum van de televisieserie van Stargate SG-1. Ze zien eruit als een slang maar ze hechten zich aan de hersenen en ruggengraat van grote dieren. Ze komen binnen via de nek, navel of via de achterkant van de keel (daar is het weefsel erg zacht). Op deze manier kunnen ze controle uitoefenen op hun gastheer. Volgens hen is het menselijke ras bij uitstek geschikt om als gastheer te dienen.
De meeste Goa'uld doen zich voor als goden om op deze manier hun slavenlegers onder controle te houden. Bovendien bezitten ze een kwaadaardig egocentrische, narcistische persoonlijkheid ten opzichte van diegenen die hen niet aanbidden. "Goa'uld" betekent "God" in de Goa'uld taal. In de hoogste rangen van de Goa'uld ontstond een zeer informele vereniging van Systeemheren. Naast de systeemheren bestaat er een rebellengroep, genaamd de Tok'ras. Zij verwerpen het God/Slaaf model van de Goa'uld. De Tok'ra stellen zich op het standpunt dat een “versmelting” van symbiont met mens moet zijn gebaseerd op wederzijdse vrijwilligheid.
De Goa'uld waren de voornaamste vijand van SG-1 gedurende een groot gedeelte van de televisieserie. In het negende seizoen worden ze verdrongen door de Ori na de val van de System Lords.

## Ontstaan
Op hun thuiswereld (alleen bekend op basis van de SGC-benaming, P3X-888) ontstaat het leven van een Goa'uld als een relatief hulpeloze waterlarve, die in groten getale worden gebaard door een Goa’uld-koningin. Zij die het redden om volwassen te worden, ontwikkelen sterke vinnen om krachtig uit het water te kunnen springen om zo bij een wezen in de nek te kunnen springen. De Unas leven op dezelfde planeet en waren in eerste instantie de enige gastheer van de Goa’uld. Behalve dat ze op hun thuisplaneet P3X-888 tot ontwikkeling komen, is er een aantal in de lichamen van de Unas vertrokken door de Stargate. Door middel van infiltratie en invasies kregen ze invloed bij andere rassen in het universum. Dit ging net zo lang door totdat ze de volledige controle hadden over de gehele Melkweg. Uiteindelijk dijden ze uit totdat de hoogste System Lord Ra de Aarde ontdekte en erachter kwam dat de mensen beter geschikt waren om als gastheer te dienen. Mede om het feit dat de lichamen van de mens gemakkelijk waren te repareren en omdat de mens over ontwikkelde ledematen beschikte en een stem had (dit in tegenstelling tot de Unas). De Goa’uld hadden nu een beter lichaam. Hiermee kwam er een eind aan het gebruik van Unas als gastheer. Op het moment dat een Goa'uld een gastheer heeft gekozen is het niet gemakkelijk om een andere gastheer te pakken. Het lichaam van de gastheer is dan zwaar onderhevig aan atrofie en de Goa’uld verliest zijn vinnen. Sterrenreizende Goa'uld ontwikkelde een alternatieve levensloop voor hen die nog in het wild leefden. Hiervoor werden de Jaffa genetisch aangepast om als incubator te dienen. De Jaffa hebben een buidel waarbinnen de jonge larve zich ontwikkelt. In ruil voor het dragen van de larve krijgt de Jaffa een lang en gezond leven doordat, de larve hem vrijwaart van ziekte en dergelijke. Bovendien ontstond er een sterke slaaf. Goa'uld nemen een gastheer als ze volwassen zijn. Goa'uld-larven die in het wild opgroeien, hebben vijftig procent kans om een gastheer te vinden. Het voordeel van een Jaffa is dat de larven altijd een gastheer kunnen nemen. Niettemin zijn de Goa'uld niet een talrijk soort. Selmak schat dat er een paar dozijn Goa’uld in de rangen van System Lords in het bijzonder zijn en dat er duizenden volwassen Goa'uld in het algemeen zijn.
Het begin van de dictatuur van de Goa’uld in de Melkweg begon toen Ra de aarde ontdekte. Dit moet ongeveer negen- of achtduizend jaar voor Christus zijn geweest. De dictatuur eindigde door een combinatie van Replicators die het universum binnendrongen en een massale opstand van de Jaffa. Dit was in 2005.

## Kenmerken
De meeste Goa'uld vinden het mooi om een naam aan te nemen van een god die leefde in de oudheid op de aarde. Meestal betrof het dan een naam uit het oude Egypte, hoewel ook Griekse, Indische, Maya en Keltische godennamen werden gebruikt. Namen uit de Noors of Azteekse goden worden toegekend aan andere buitenaardse rassen. Voor zover men het weet is er geen enkele Goa'uld meer geweest die ooit een naam heeft aangenomen uit de Abraham religie (judaïsme, christendom, of islam) Er is een uitzondering, namelijk Sokar. Die deed zich voor als Satan naar een groep middeleeuwse Christenen. Waarschijnlijk is dit omdat het christendom polytheïsme ontkent en uitdrukkelijk stelt dat God ervoor heeft gekozen zijn gezicht niet te laten zien, terwijl de gemiddelde egotrippende Goa’uld zijn gezicht aan iedereen maar wat graag wil laten zien.
De Goa'uld zijn zo egocentrisch dat Goa'uld óf "Kinderen van de Goden" óf "Goden" in hun taal betekent. Men twist nog over het feit of de Goa'uld hun naam ontleende aan de oude goden die de mens al aanbad of door de Egyptische, Chinese, Japanse, Hindoe, Mesopotamië, Grieks-Romeinse, en andere oude mythologieën die zijn begonnen door de Goa’uld toen ze de aarde vroeger regeerden.
De machtigste Goa'uld zijn zoals gezegd de System Lords. Zij beheersen verschillende planeten en hebben de leiding over grote Jaffa legers en onderhouden bovendien een zeer sterk uitgeruste vloot van ruimteschepen die lijken op piramides. Voormalig grote Goa'uld System Lords waren: Apophis, Ba'al, Heru'ur, Cronus, Nirrti, en Yu. Osiris en Anubis. Talloze zijn inmiddels gedood gedurende de loop van de serie. De oppermachtige Ra is door de bewoners van de aarde, de Tau’ri vermoord. Dit gebeurde in de film uit 1994 genaamd Stargate.
Goa'uld hebben een zogenaamd genetisch geheugen waardoor alle kennis wordt overgedragen aan het nageslacht. Het komt voor dat er uit de relatie tussen twee Goa'uld gastheren een nakomeling wordt geboren die biologisch gezien een mens is, maar het genetische geheugen bezit van de Goa’uld. Dit kind heet een Harcesis en wordt als een ongewenste uitkomst gezien door de Goa'uld. Het is namelijk niet gebruikelijk dat de Goa’uld met elkaar paren. Dit genetische geheugen kan een enorm voordeel opleveren bij de hunker naar macht en het dictatoriale regeren. Bovendien worden ze ook nog eens kwaadaardig geboren.
Heftige emotionele reacties leiden tot het kort oplichten van de ogen van de gastheer. Dit gebeurt ook wanneer de Goa’uld bezit neemt van zijn of haar gastheer.
De Goa'uld zorgen voor een verbetering van de conditie van het lichaam van hun gastheer. Bovendien is de gastheer een stuk sterker dan voorheen. Voor de gastheer is het mogelijk door te vechten ondanks hevige verwondingen die bij een normaal mens tot de dood zouden leiden. Het is wel zo dat verwondingen aan vitale organen gelijk tot de dood leiden. Ook wanneer een Jaffa in de buik wordt geraakt, sterft deze. Een gastheer kan dankzij zijn symbiont een zeer lang leven hebben van wel meer dan honderden jaren. (System Lords verlengen het leven weer kunstmatig door gebruikmaking van een sarcofaag). Er is wel een grens aan het kunstmatige verlengen. De uitwerking van langdurig gebruik is goed te merken bij Yu. Het leven van de gastheer wordt meestal vergeleken met dat van een levende hel en de meeste gastheren die bezeten zijn door een Goa'uld worden na verloop van tijd gek. De meest gedode Goa'uld uit Stargate SG-1 zaten in een gastheer die tegelijkertijd met hen overleed. Dat de gastheer komt te overlijden wordt gezien als een bevrijding voor het vele lijden dat hij heeft moeten doorstaan. Mocht men toch proberen de Goa'uld uit het lichaam van de gastheer te verwijderen, dan laat de symbiont een giftige stof vrijkomen in de bloedbaan van de gastheer die onherroepelijk tot de dood van de gastheer leidt. Niettemin hebben de Tok'ra een manier gevonden om de Goa'uld te kunnen verwijderen zonder schade aan te richten bij de gastheer en de Goa'uld. De Asgard technicus Hermiod heeft onlangs ontdekt dat een Goa'uld ook door middel van een Asgard verplaatser kan worden verwijderd. Dit is te zien in de aflevering ("Critical Mass").
Goa'uld zijn ook parasieten op het gebied van technologie. Terwijl in het universum veel soorten rassen, zoals de Asgard en de Ancients, hun eigen technologie door de jaren heen hebben ontwikkeld, steelt de Goa'uld simpelweg deze technologie. Daarom is ze nu op hetzelfde niveau qua technologie als de Asgards en de Ouden. De Goa'uld gebruikt deze in hun eigen voordeel. Het is bovendien onbekend of de Goa'uld überhaupt wel zelf eens een technologische sprong hebben gemaakt. Een Goa'uld zal vaker zeggen dat zij iets hebben “uitgevonden” dan dat ze zullen toegeven dat de technologie afkomstig is van een ander ontwikkeld ras. Dit is typisch de hautaine houding van de Goa'uld. Men twijfelt er overigens niet aan dat er Goa'uld technici zijn die oude uitvindingen verbeteren (dat hebben ze bijvoorbeeld gedaan door de camouflage van een Ha'tak moederschip te verbeteren, zoals in "The Serpent's Venom"). De Stargates zijn hier ook een mooi voorbeeld van. Deze zijn duizenden jaren geleden uitgevonden door de Ouden en op een heleboel planeten geplaatst. Inmiddels bezit de Goa'uld zoveel planeten met Stargates, dat ze die uitvinding automatisch toeschrijven aan henzelf. Dit werkt alleen maar mee bij het verstevigen van het beeld dat de Goa'uld god zijn ten opzichte van hen die zijn onderworpen.
Waarschijnlijk doordat de Goa'uld geen tijd steken in de ontwikkeling van nieuwe technologieën maar alleen bestaande technologieën verbeteren en hun ondergeschikten geen uitvindingen laten doen, is het zo dat de maatschappij van de Goa'uld, sinds hun eerste contact met de Tau’ri, niet erg veel is veranderd ten opzichte van een paar duizend jaar geleden.

## Technologie
De Goa'uld zijn niet meer dan een parasitair ras. Voordat ze volgroeid zijn kunnen ze niet zonder de Jaffa. Als de Goa'uld eenmaal volgroeid is is hij pas in staat om een gastheer te nemen. Ook qua technologie zijn de Goa'uld parasieten. Hun technologie is een versmelting van de verschillende uitvindingen van de verschillende rassen (zoals de Ouden) uit het universum. Voor zover bekend is bijna geen enkele technologie die de Goa'uld hebben door henzelf ontwikkeld.
Bijna alle Goa'uld technologie bevat naqahdah. Dit materiaal is de basis waaruit de Stargates zijn gemaakt. Het bloed van de Goa'uld bevat dit naqahdah en dit is nodig om Goa'uld instrumenten te bedienen, net zoals de Ouden het ATA gen gebruiken.

## Aanvullende informatie
- Er is een minderheid binnen het Goa'uld-ras die de Tok'ras (betekent letterlijk "tegen Ra") worden genoemd. Zij hebben zich tegen de System Lords gekeerd. Zij zijn de afstammelingen van de Goa'uld koningin Egeria, en hun oprechte wens is om in harmonie te leven met hun gastheer. De To’kra is een verzetsbeweging die continu bezig is de Systemlords en hun dictatuur voorgoed uit te schakelen. Zij zijn eigenlijk de enige die een aantal uitvindingen hebben gedaan, waaronder groeikristallen voor hun ondergrondse tunnels en ze hebben het symbiontvervangende Tretonin proberen te verbeteren. Alhoewel ze biologisch hetzelfde zijn, wensen ze niet te worden vergeleken met de Goa'uld noch te worden aangesproken met/als Goa'uld.
- Goa'uld symbioten kunnen worden gebruikt om Tretonin te ontwikkelen. Aar kan dit nu ook zelf produceren zonder symbioten. Het voordeel van dit geneesmiddel is dat het de functie overneemt van de symbiont, en daarmee de Jaffa onafhankelijk van de Goa'uld. De Jaffa houdt dezelfde kracht en levensduur, en de Tretonin houdt het immuunsysteem van de Jaffa over. Bovendien wordt de Kel no'reem hierbij overbodig. Als een Jaffa Tretonin gebruikt heeft hij echter wel slaap nodig.
- Jack O'Neill gebruikt altijd de synoniemen als "slang" of "slangenkop" voor alle Goa'uld (dus ook voor de Tok'ra), omdat de Goa'uld symbioten daar nu eenmaal op lijken.
- In de aflevering Need wordt aangetoond dat het gebruik van de sarcofaag leidt tot gemoedsveranderingen die weer leiden tot agressief en irrationeel gedrag. Samantha Carter heeft weleens geopperd dat de Goa'uld zo oorlogszuchtig en onontwikkeld zijn door het gebruik van de sarcofaag.
- Er zijn erg weinig ontmoetingen geweest met Goa'uld koninginnen in de Stargate SG-1 series. Tot nu toe zijn ze er slechts drie tegengekomen waarvan één Tok'ra-koningin. De Goa'uld-koninginnen werden gedood, de Tok'ra-koningin stierf door de jarenlange mishandeling bij het produceren van symbionten voor de productie van Tretonin. De eerste ontmoeting was in de aflevering Hathor. Zij vertelt dat ze de oudste koningin was en dat alle Goa'uld van haar afstammen. De tweede koningin was de Tok'ra koningin Egeria, die voor hun nageslacht zorgde. De laatste was een naamloze Goa'uld die samen met Anubis het Kull Warrior leger voortbracht.
- De Unas hebben een speciale stekelketting om hun nek hangen die hen beschermt tegen aanvallen van een Goa'uld symbiont die uit het water springt wanneer een Unas te dicht bij het water komt.

## De Ash'rak
Een Ash'rak is een zeer goed getrainde, zeer gevaarlijke Goa'uld huurmoordenaar, die meestal in dienst staat van een System Lord. In de serie komen we diverse Ash'raks tegen, waaronder een die de SGC weet te infiltreren.
Een Ash'rak gebruikt meestal een Harakesh (oftewel een Ash'rak apparaat). Dit lijkt een beetje op een handpalmapparaat van een Goa'uld, maar dan kleiner. Het lijkt meer op een ring en is bedoeld om het slachtoffer te martelen of te doden. Wat ook kan is het slachtoffer klakkeloos de bevelen van een Ash'rak te laten opvolgen. Naderhand weet het slachtoffer dit niet meer, hij is dan gehersenspoeld door de Ash`rak.

## Meer informatie
- Goa'uld (taal)